# Darin Brassfield
Charles Darin Brassfield (ur. 16 września 1963 w Los Gatos) – amerykański kierowca wyścigowy.

## Kariera
Brassfield rozpoczął karierę w międzynarodowych wyścigach samochodowych w 1982 roku od startów w IMSA Camel GTO, gdzie jednak nie zdobywał punktów. W późniejszym okresie Amerykanin pojawiał się także w stawce IMSA Camel GTP Championship, CART Indy Car World Series, NASCAR Winston Cup, Liquid Tide Trans-Am Tour, IMSA Exxon Supreme GT Series, IMSA World Sports Car Championship oraz Grand American Rolex Series.
W CART Indy Car World Series Brassfield startował w latach 1985, 1988. W pierwszym sezonie startów nie zakwalifikował się do żadnego wyścigu. Trzy lata później wystartował w trzech wyścigach W wyścigu Honda Indy 200 był 23, a wyścig Monterey Grand Prix ukończył na dziewiętnastej pozycji. Został sklasyfikowany na 46. miejscu w końcowej klasyfikacji kierowców.